# Пивероне
Пивероне (итал. Piverone) је насеље у Италији у округу Торино, региону Пијемонт.
Према процени из 2011. у насељу је живело 908 становника. Насеље се налази на надморској висини од 284 м.

## Становништво
Према резултатима пописа становништва 2011. у општини је живело 1.378 становника.
| 1931. | 1936. | 1951. | 1961. | 1971. | 1981. | 1991. | 2001. | 2011. |
| ----- | ----- | ----- | ----- | ----- | ----- | ----- | ----- | ----- |
| 1.312 | 1.274 | 1.330 | 1.356 | 1.267 | 1.187 | 1.144 | 1.262 | 1.378 |